# Marc Mommaas
Marc Mommaas  (* 12. September 1969) ist ein niederländischer Jazzmusiker (Tenorsaxophon).

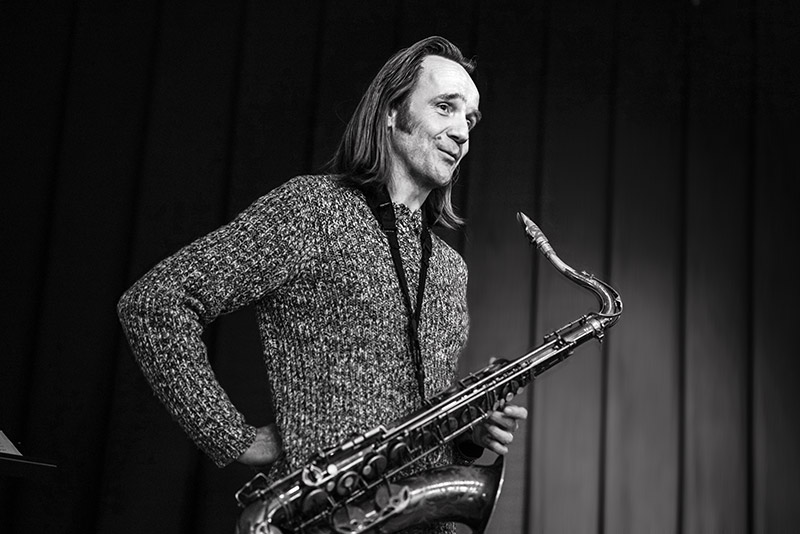
Marc Mommaas in Aarhus Dänemark, 2018

## Leben und Wirken
Mommaas stammt aus einer Künstlerfamilie; seine Mutter ist Opernsängerin und Pianistin, sein Vater Maler. 1997 entstanden erste Aufnahmen mit Fay Victor. Nach seinem Studium und Erwerb des Masters in Kommunikationswissenschaften zog er nach Erhalt von zwei Stipendien (Stichting Podium Kunsten, Prins Bernard Fonds & Anjer Fondsen) 1997 nach New York City. Dort setzte er seine Studien an der Manhattan School of Music fort, erwarb den  Master in Jazz Performance und wurde mit dem William H. Borden Award ausgezeichnet. In den folgenden Jahren tourte er mit seiner Band durch die Vereinigten Staaten und Kanada; 1999 erschien sein Debütalbum Global Motion Trio, mit Nikolaj Hess (Piano) und John Hébert (Kontrabass). 2001 stieß der Schlagzeuger Tony Moreno zum Trio; 2003 erschien auf Sunnyside Records das Album Global Motion, das positive Besprechungen in Downbeat, JazzTimes, Jazzimprov und All About Jazz erhielt. 2009 nahm er mit Nate Radley, Vic Juris, Rez Abbasi und Tony Moreno das Album Landmark auf. Im Bereich des Jazz war er zwischen 1997 und 2012 an 14 Aufnahmesessions beteiligt, unter anderem auch mit Armen Donelian, Rez Abbasi und Amina Figarova.